# 26. ročník udílení Critics' Choice Movie Awards
26. ročník udílení cen Critics' Choice Movie Awards se konal dne 7. března 2021 na letišti v Santa Monice v Kalifornii. Nominace byly oznámeny dne 8. února 2021. Ceremoniál vysílala stanice The CW. Nejvíce nominací, celkem 12, získal film Mank. Nejvíce cen, celkem 4, získal film Země nomádů.

## Vítězové a nominovaní
Tučně jsou označeni vítězové.
| Nejlepší film | Nejlepší režisér | Nejlepší herec |
| --- | --- | --- |
| Země nomádů - Bratrstvo pěti - Ma Rainey – matka blues - Mank - Minari - Zprávy ze světa - Noc v Miami. . . - Nadějná mladá žena - Zvuk metalu - Chicagský tribunál | Chloé Zhaová – Země nomádů - Lee Isaac Chung – Minari - Emerald Fennell – Nadějná mladá žena - David Fincher – Mank - Regina Kingová – Noc v Miami. . . - Spike Lee – Bratrstvo pěti - Aaron Sorkin – Chicagský tribunál | Chadwick Boseman – Ma Rainey – matka blues jako Levee Green - Ben Affleck – Cesta zpátky jako Jack Cunningham - Riz Ahmed – Sound of Metal jako Ruben Stone - Tom Hanks – Zprávy ze světa jako kapitán Jefferson Kyle Kidd - Anthony Hopkins – The Father jako Anthony - Delroy Lindo – Bratstvo pěti jako Paul - Gary Oldman – Mank jako Herman J. Mankiewicz - Steven Yeun – Minari jako Jacob Yi |
| Nejlepší herečka | Nejlepší herec ve vedlejší roli | Nejlepší herečka ve vedlejší roli |
| Carey Mulligan – Nadějná mladá žena jako Cassandra „Cassie“ Thomas - Viola Davis – Ma Rainey – matka blues jako Ma Rainey - Andra Day – The United States vs. Billie Holiday jako Billie Holiday - Sidney Flanigan – Never Rarely Sometimes Always jako Autumn Callahan - Vanessa Kirby – Střípky ženy jako Martha Weiss - Frances McDormandová – Země nomádů jako Fern - Zendaya – Malcolm a Marie jako Marie Jones | Daniel Kaluuya – Judah a černý mesiáš jako Fred Hampton - Sacha Baron Cohen – Chicagský tribunál jako Abbie Hoffman - Chadwick Boseman – Bratstvo pěti jako "Stormin'" Norman Earl Holloway - Bill Murray – V úskalí jako Felix Keane - Leslie Odom Jr. – Noc v Miami. . . jako Sam Cooke - Paul Raci – Sound of Metal jako Joe | Maria Bakalova – Boratův navázaný telefilm jako Tutar Sagdiyev - Ellen Burstyn – Střípky ženy jako Elizabeth Weiss - Glenn Close – Americká elegie jako Bonnie „Mamaw“ Vance - Olivia Colmanová – The Father jako Anne - Amanda Seyfriedová – Mank jako Marion Davies - Jun Jo-čong – Minari jako Soon-ja                                                                                           |
| Nejlepší mladý herec/herečka | Nejlepší filmové obsazení | Nejlepší původní scénář |
| Alan Kim – Minari jako David Yi - Ryder Allen – Palmer jako Sam - Ibrahima Gueye – Život před sebou jako Momo - Talia Ryder – Never Rarely Sometimes Always jako Skylar - Caoilinn Springall – Půlnoční nebe jako malá Iris "Sully" Sullivan - Helena Zengel – Zprávy ze světa jako Johanna Leonberger / Cicada | Chicagský tribunál - Bratrstvo pěti - Jidáš a černý mesiáš - Ma Rainey – matka blues - Minari - Noc v Miami. . . | Emerald Fennell – Nadějná mladá žena - Lee Isaac Chung – Minari - Jack Fincher – Mank - Eliza Hittman – Never Rarely Sometimes Always - Darius Marder a Abraham Marder – Zvuk metalu - Aaron Sorkin – Chicagský tribunál |
| Nejlepší adaptovaný scénář | Nejlepší kamera | Nejlepší filmová architektura |
| Chloé Zhaová – Země nomádů - Paul Greengrass a Luke Davies – Zprávy ze světa - Florian Zeller a Christopher Hampton – Otec - Kemp Powers – Noc v Miami. . . - Jonathan Raymond a Kelly Reichardt – První kráva - Ruben Santiago-Hudson – Ma Rainey – matka blues | Joshua James Richards – Země nomádů - Christopher Blauvelt – První kráva - Erik Messerschmidt – Mank - Lachlan Milne – Minari - Newton Thomas Sigel – Bratstvo pěti - Hoyte van Hoytema – Tenet - Dariusz Wolski – Zprávy ze světa                                                                                              | Donald Graham Burt a Jan Pascale – Mank - Cristina Casali a Charlotte Dirickx – Kouzelný svět Davida Copperfielda - David Crank a Elizabeth Keenan – Zprávy ze světa - Nathan Crowley a Kathy Lucas – Tenet - Stella Fox a Kave Quinn – Emma. - Karen O'Hara, Mark Ricker a Diana Stoughton – Ma Rainey – matka blues                                                                               |
| Nejlepší střih | Nejlepší návrh kostýmů | Nejlepší masky |
| Alan Baumgarten – Chicagský tribunál - Kirk Baxter – Mank - Jennifer Lame – Tenet - Yorgos Lamprinos – The Father - Mikkel E.G. Nielsen – Zvuk metalu - Chloé Zhaová – Země nomádů | Ann Roth – Ma Rainey – matka blues - Alexandra Byrne – Emma. - Bina Daigeler – Mulan - Suzie Harman a Robert Worley – The Personal History of David Copperfield - Nancy Steiner – Nadějná mladá žena - Trish Summerville – Mank                                                                                                 | Ma Rainey – matka blues - Emma. - Americká elegie - Mank - Nadějná mladá žena - The United States vs. Billie Holiday |
| Nejlepší vizuální efekty | Nejlepší komedie | Nejlepší skladatel |
| Tenet - Greyhound - Neviditelný - Mank - Půlnoční nebe - Mulan - Wonder Woman 1984 | Palm Springs - Čtyřicetiletá verze - Boratův navázaný telefilm - The King of Staten Island - V úskalí - The Prom | Trent Reznor, Atticus Ross a Jon Batiste – Duše - Alexandre Desplat – Půlnoční nebe - Ludwig Goransson – Tenet - James Newton Howard – Zprávy ze světa - Emile Mosseri – Minari - Trent Reznor a Atticus Ross – Mank |
| Nejlepší píseň | Nejlepší cizojazyčný film | Nejlepší cizojazyčný film |
| „Speak Now“ – Noc v Miami. . . - „Everybody Cries“ – Základna - „Fight for You“ – Judas and the Black Messiah - „Husavik (My Home Town)“ – Eurovize - „Io sì (Seen)“ – Život před sebou - „Tigress & Tweed“ – The United States vs. Billie Holiday | Minari - Chlast - Colectiv - Prokletá žena - Život před sebou - Two of Us | Minari - Chlast - Colectiv - Prokletá žena - Život před sebou - Two of Us |